# Cadours
Cadours (prononcer [kaduʁ]; occitan : Cadors) est une commune française située dans le nord du département de la Haute-Garonne, en région Occitanie. Sur le plan historique et culturel, la commune est dans le pays de Rivière-Verdun, un petit pays d'élection de l'est de la Gascogne, à l'écart des grandes voies de communication, et s'étageant sur les terrasses de la rive gauche de la Garonne, entre la vallée de la Save et la Lomagne, et se prolongeant en Gascogne toulousaine.
Exposée à un climat océanique altéré, elle est drainée par le ruisseau de Marguestaud, le ruisseau du Pest et par divers autres petits cours d'eau.
Cadours est une commune rurale qui compte 1 134 habitants en 2022, après avoir connu une forte hausse de la population depuis 1975. Elle fait partie de l'aire d'attraction de Toulouse. Ses habitants sont appelés les Cadoursiens ou  Cadoursiennes.
Le terroir de la région de Cadours est surtout connue pour la production de l'ail violet de Cadours labellisée AOC en 2015 et AOP depuis mai 2017.
Ce produit labellisé est célébré chaque année le dernier week-end d'août par une grande fête organisée par l'association du même nom.
Le patrimoine architectural de la commune comprend un immeuble protégé au titre des monuments historiques : la halle de Cadours, inscrite en 2004.

## Géographie

### Localisation
La commune de Cadours se trouve dans le département de la Haute-Garonne, en région Occitanie.
Elle se situe à 35 km à vol d'oiseau de Toulouse, préfecture du département, et à 21 km de Léguevin, bureau centralisateur du canton de Léguevin dont dépend la commune depuis 2015 pour les élections départementales.
La commune est par ailleurs ville-centre du bassin de vie de Cadours.
Les communes les plus proches sont : 
Puysségur (2,4 km), Laréole (2,5 km), Caubiac (3,2 km), Encausse (3,4 km), Cox (3,7 km), Le Grès (4,0 km), Ardizas (4,1 km), Drudas (4,9 km).
Sur le plan historique et culturel, Cadours fait partie du pays de Rivière-Verdun, un petit pays d'élection de l'est de la Gascogne sis à l'écart des grandes voies de communication. Ce territoire s'étage sur les terrasses de la rive gauche de la Garonne, entre la vallée de la Save et la Lomagne, et se prolonge plein est en Gascogne toulousaine.
Cadours est limitrophe de sept autres communes dont deux dans le département du Gers.
Les communes limitrophes sont  Ardizas, Caubiac, Encausse, Laréole, Le Grès, Pelleport et Puysségur.
| Laréole        | Puysségur       | Pelleport |
| Ardizas (Gers) | Cadours         | Le Grès   |
|                | Encausse (Gers) | Caubiac   |

### Relief et géologie
La superficie de la commune est de 1 058 hectares ; son altitude varie de 147  à   242 mètres.
Le paysage est avant tout composé de coteaux avec des villages en surplomb et qui donnent donc un charme méridional.

### Hydrographie

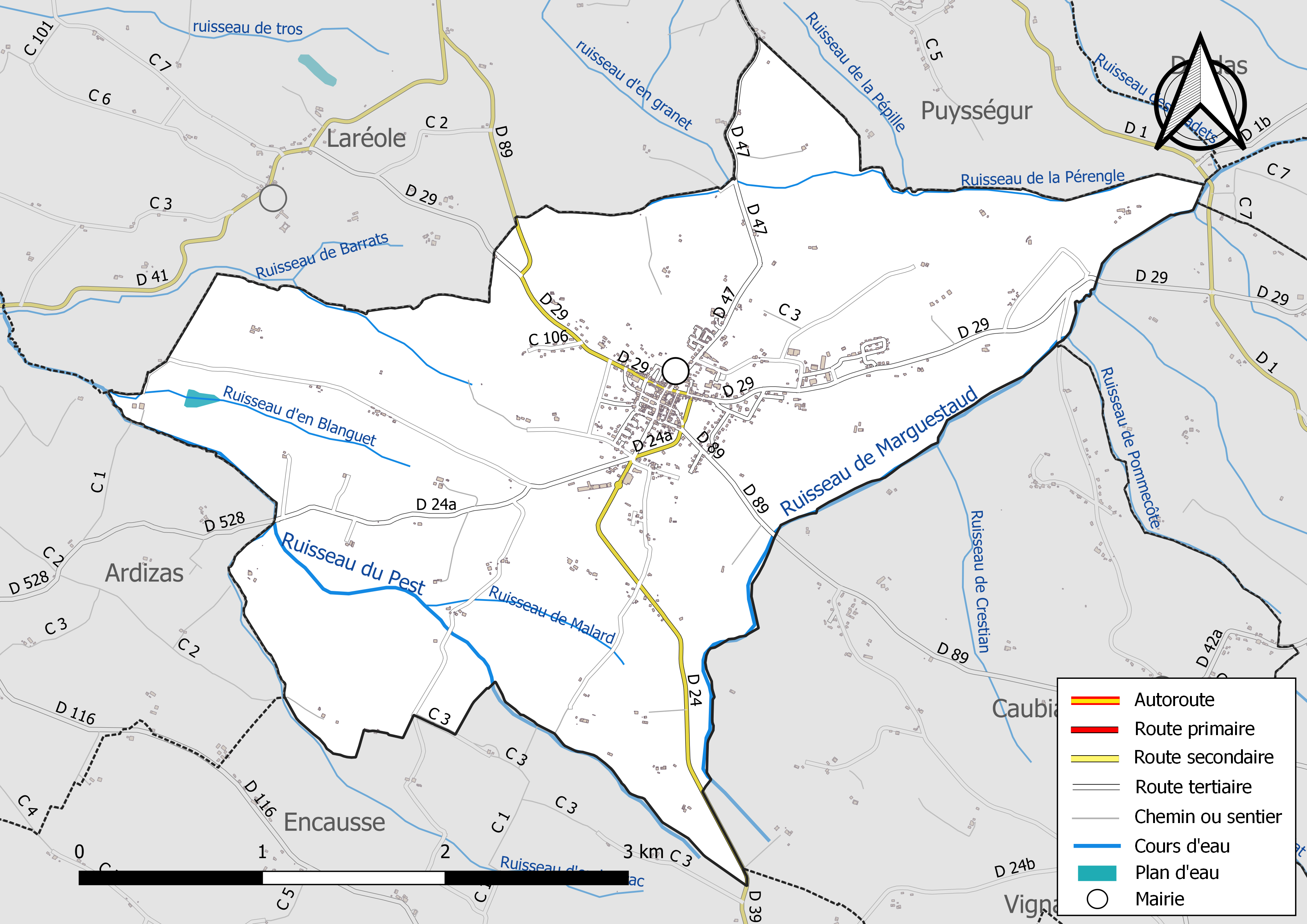
Réseaux hydrographique et routier de Cadours.

La commune est dans le bassin de la Garonne, au sein du bassin hydrographique Adour-Garonne. Elle est drainée par le ruisseau de Marguestaud, le ruisseau du Pest, le ruisseau de la Pépille, le ruisseau de la Pérengle, le ruisseau de Malard, le ruisseau d'en Blanguet, le ruisseau d'en Laurac et par un petit cours d'eau, constituant un réseau hydrographique de 12 km de longueur totale,.
Le ruisseau de Marguestaud, d'une longueur totale de 23,2 km, prend sa source dans la commune de Caubiac et s'écoule du sud-ouest vers le nord-est. Il traverse la commune et se jette dans la Garonne à Verdun-sur-Garonne, après avoir traversé 10 communes.
Le ruisseau du Pest, d'une longueur totale de 10,7 km, prend sa source dans la commune d'Encausse et s'écoule du sud-est vers le nord-ouest. Il traverse la commune et se jette dans Le Sarrampion à Sainte-Anne, après avoir traversé 5 communes.

### Climat
Pour des articles plus généraux, voir Climat de l'Occitanie et Climat de la Haute-Garonne.
En 2010, le climat de la commune est de type climat du Bassin du Sud-Ouest, selon une étude s'appuyant sur une série de données couvrant la période 1971-2000. En 2020, Météo-France publie une typologie des climats de la France métropolitaine dans laquelle la commune est exposée à un climat océanique altéré et est dans la région climatique Aquitaine, Gascogne, caractérisée par une pluviométrie abondante au printemps, modérée en automne, un faible ensoleillement au printemps, un été chaud (19,5 °C), des vents faibles, des brouillards fréquents en automne et en hiver et des orages fréquents en été (15 à 20 jours).
Pour la période 1971-2000, la température annuelle moyenne est de 13,2 °C, avec une amplitude thermique annuelle de 15,4 °C. Le cumul annuel moyen de précipitations est de 708 mm, avec 9,9 jours de précipitations en janvier et 5,7 jours en juillet. Pour la période 1991-2020, la température moyenne annuelle observée sur la station météorologique la plus proche, située sur la commune de Blagnac à 29 km à vol d'oiseau, est de 14,2 °C et le cumul annuel moyen de précipitations est de 627,0 mm,. Pour l'avenir, les paramètres climatiques de la commune estimés pour 2050 selon différents scénarios d'émission de gaz à effet de serre sont consultables sur un site dédié publié par Météo-France en novembre 2022.

### Milieux naturels et biodiversité
Aucun espace naturel présentant un intérêt patrimonial n'est recensé sur la commune dans l'inventaire national du patrimoine naturel,,.

## Urbanisme

### Typologie
Au 1er janvier 2024, Cadours est catégorisée commune rurale à habitat dispersé, selon la nouvelle grille communale de densité à sept niveaux définie par l'Insee en 2022.
Elle est située hors unité urbaine. Par ailleurs la commune fait partie de l'aire d'attraction de Toulouse, dont elle est une commune de la couronne,. Cette aire, qui regroupe 527 communes, est catégorisée dans les aires de 700 000 habitants ou plus (hors Paris),.

### Occupation des sols
L'occupation des sols de la commune, telle qu'elle ressort de la base de données européenne d’occupation biophysique des sols Corine Land Cover (CLC), est marquée par l'importance des territoires agricoles (92,2 % en 2018), en diminution par rapport à 1990 (95,7 %). La répartition détaillée en 2018 est la suivante : 
terres arables (84,5 %), zones agricoles hétérogènes (7,7 %), zones urbanisées (6,4 %), forêts (1,4 %). L'évolution de l’occupation des sols de la commune et de ses infrastructures peut être observée sur les différentes représentations cartographiques du territoire : la carte de Cassini (XVIIIe siècle), la carte d'état-major (1820-1866) et les cartes ou photos aériennes de l'IGN pour la période actuelle (1950 à aujourd'hui).

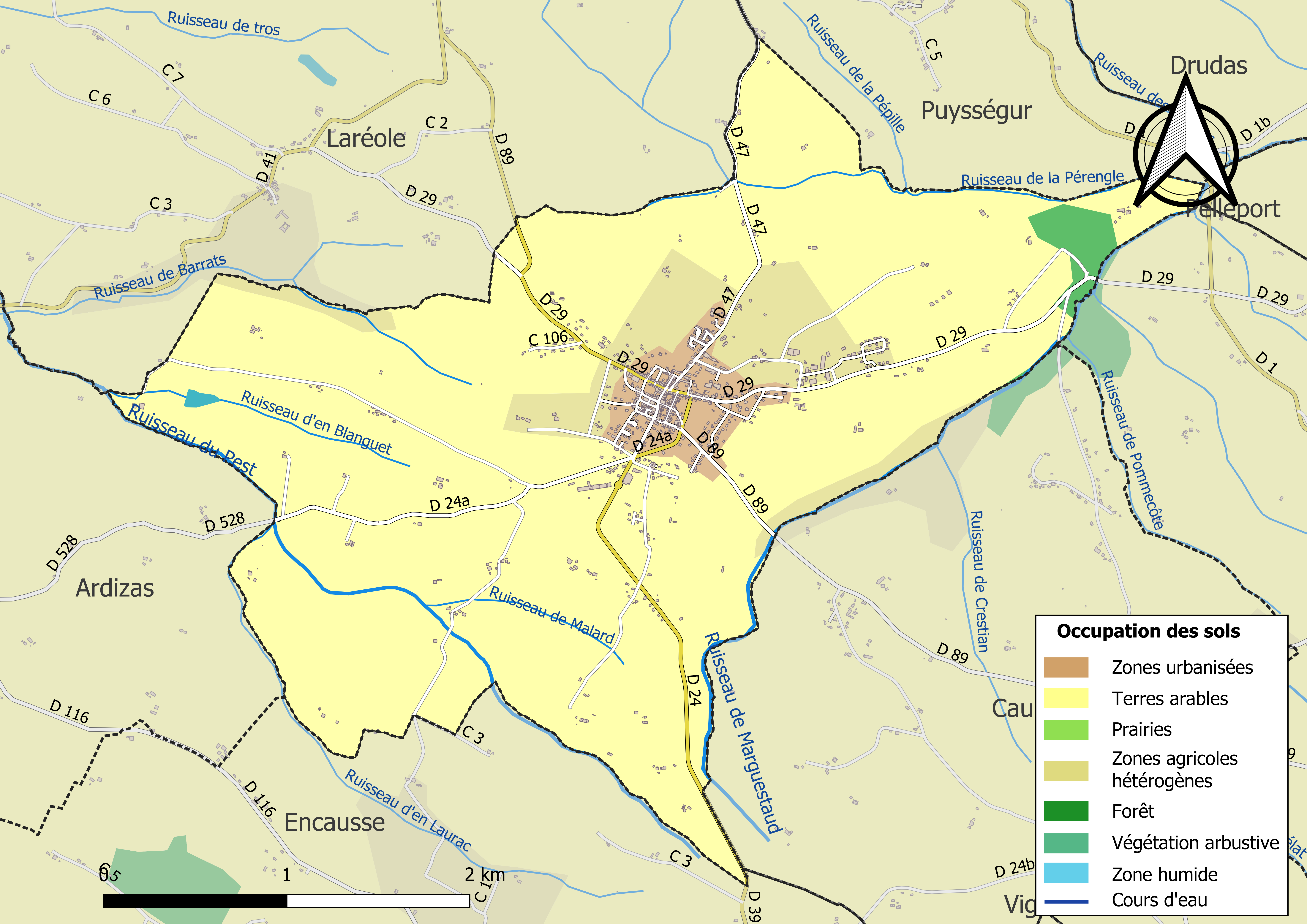
Carte des infrastructures et de l'occupation des sols de la commune en 2018 (CLC).

### Voies de communication et transports
La ligne 373 du réseau Arc-en-Ciel permet de rejoindre la gare routière de Toulouse depuis le centre de la commune.

### Risques majeurs
Le territoire de la commune de Cadours est vulnérable à différents aléas naturels : météorologiques (tempête, orage, neige, grand froid, canicule ou sécheresse), inondations et séisme (sismicité très faible). Un site publié par le BRGM permet d'évaluer simplement et rapidement les risques d'un bien localisé soit par son adresse soit par le numéro de sa parcelle.
Certaines parties du territoire communal sont susceptibles d’être affectées par le risque d’inondation par débordement de cours d'eau, notamment le ruisseau du Pest. La commune a été reconnue en état de catastrophe naturelle au titre des dommages causés par les inondations et coulées de boue survenues en 1982, 1999, 2001 et 2009,.

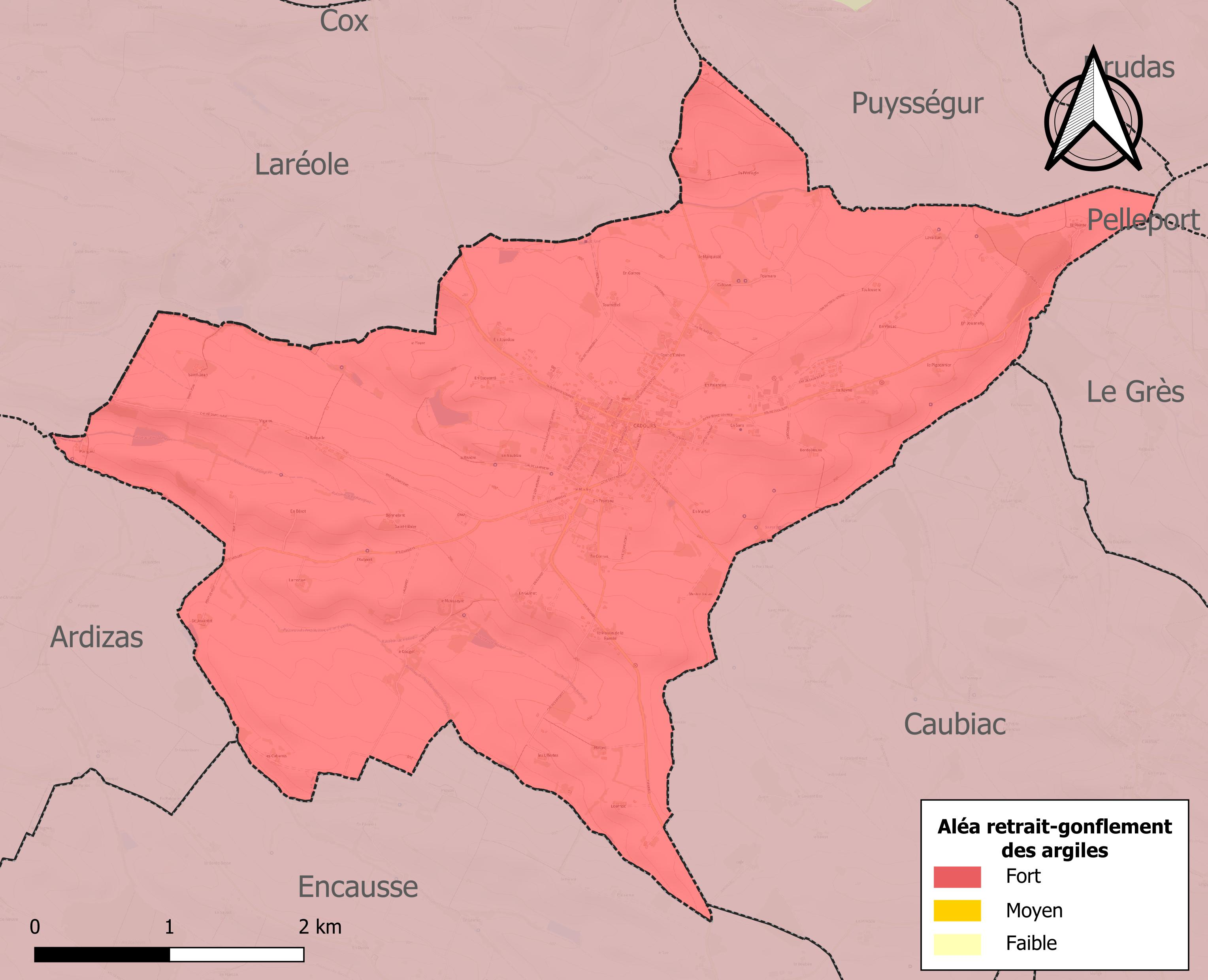
Carte des zones d'aléa retrait-gonflement des sols argileux de Cadours.

Le retrait-gonflement des sols argileux est susceptible d'engendrer des dommages importants aux bâtiments en cas d’alternance de périodes de sécheresse et de pluie. La totalité de la commune est en aléa moyen ou fort (88,8 % au niveau départemental et 48,5 % au niveau national). Sur les 446 bâtiments dénombrés sur la commune en 2019, 446 sont en aléa moyen ou fort, soit 100 %, à comparer aux 98 % au niveau départemental et 54 % au niveau national. Une cartographie de l'exposition du territoire national au retrait gonflement des sols argileux est disponible sur le site du BRGM,.
Par ailleurs, afin de mieux appréhender le risque d’affaissement de terrain, l'inventaire national des cavités souterraines permet de localiser celles situées sur la commune.
Concernant les mouvements de terrains, la commune a été reconnue en état de catastrophe naturelle au titre des dommages causés par la sécheresse en 1989, 1991, 1994, 2000, 2003, 2011 et 2017 et par des mouvements de terrain en 1999.

## Histoire
De 1903 à 1947, Cadours était doté d'une gare constituant le terminus de la ligne à voie métrique de Toulouse-Roguet à Cadours du réseau de la compagnie des chemins de fer du Sud-Ouest.

## Politique et administration

### Administration municipale
Le nombre d'habitants au recensement de 2017 étant compris entre 500 habitants et 1 499 habitants, le nombre de membres du conseil municipal pour l'élection de 2020 est de quinze,.

### Rattachements administratifs et électoraux
Commune faisant partie de la sixième circonscription de la Haute-Garonne, de la communauté de communes des Hauts Tolosans et du canton de Léguevin (avant le redécoupage départemental de 2014, Cadours était le chef-lieu de l'ex-canton de Cadours) et avant le 1er janvier 2017 de la communauté de communes des Coteaux de Cadours.

### Liste des maires
| Période                                  | Période  | Identité       | Étiquette | Qualité                      |
| ---------------------------------------- | -------- | -------------- | --------- | ---------------------------- |
| Les données manquantes sont à compléter. |          |                |           |                              |
| avril 1976                               | 2014     | Alain Julian   | PS        | Conseiller général           |
| 2014                                     | En cours | Didier Laffont | DVG       | Fonctionnaire de catégorie C |

## Population et société

### Démographie
L'évolution du nombre d'habitants est connue à travers les recensements de la population effectués dans la commune depuis 1793. Pour les communes de moins de 10 000 habitants, une enquête de recensement portant sur toute la population est réalisée tous les cinq ans, les populations de référence des années intermédiaires étant quant à elles estimées par interpolation ou extrapolation. Pour la commune, le premier recensement exhaustif entrant dans le cadre du nouveau dispositif a été réalisé en 2006.

En 2022, la commune comptait 1 134 habitants, en évolution de +4,71 % par rapport à 2016 (Haute-Garonne : +8,02 %, France hors Mayotte : +2,11 %).
| 1793 | 1800 | 1806 | 1821 | 1831 | 1836 | 1841  | 1846  | 1851  |
| ---- | ---- | ---- | ---- | ---- | ---- | ----- | ----- | ----- |
| 732  | 784  | 770  | 887  | 927  | 901  | 1 002 | 1 051 | 1 033 |

| 1856 | 1861  | 1866  | 1872 | 1876 | 1881 | 1886 | 1891 | 1896 |
| ---- | ----- | ----- | ---- | ---- | ---- | ---- | ---- | ---- |
| 980  | 1 014 | 1 030 | 980  | 945  | 932  | 863  | 847  | 813  |

| 1901 | 1906 | 1911 | 1921 | 1926 | 1931 | 1936 | 1946 | 1954 |
| ---- | ---- | ---- | ---- | ---- | ---- | ---- | ---- | ---- |
| 802  | 815  | 804  | 703  | 702  | 718  | 632  | 599  | 590  |

| 1962 | 1968 | 1975 | 1982 | 1990 | 1999 | 2006  | 2011  | 2016  |
| ---- | ---- | ---- | ---- | ---- | ---- | ----- | ----- | ----- |
| 687  | 737  | 776  | 687  | 694  | 696  | 1 019 | 1 077 | 1 083 |

| 2021  | 2022  | - | - | - | - | - | - | - |
| ----- | ----- | - | - | - | - | - | - | - |
| 1 118 | 1 134 | - | - | - | - | - | - | - |

| selon la population municipale des années : | 1968 | 1975 | 1982 | 1990 | 1999 | 2006 | 2009 | 2013 |
| Rang de la commune dans le département      | 91   | 124  | 154  | 162  | 176  | 149  | 154  | 155  |
| Nombre de communes du département           | 592  | 582  | 586  | 588  | 588  | 588  | 589  | 589  |

### Santé
Maison de retraite, centre communal d'action sociale, médecins généralistes, infirmiers, pharmacie, vétérinaires.

### Service public
Cadours possède un service départemental d'incendie et de secours, une gendarmerie, une poste.

### Enseignement
Elle fait partie de l'académie de Toulouse.
L'éducation est assurée dans la commune de Cadours par une école maternelle, une école élémentaire, où sont regroupés les élèves de Cadours, Caubiac et Vignaux. Le collège Joseph Rey regroupe un grand secteur s'étendant de Saint-Paul-sur-Save jusqu'à Laréole, et de Saint-Cézert jusqu'à Sainte-Livrade. Quant aux lycéens, ils se dirigent au lycée de L'Isle-Jourdain.

### Culture
Médiathèque, centre de loisirs.

### Activités sportives
Ancien circuit automobile de Cadours, club Cadours Olympique (football), UNSS pour les collégiens le mercredi après-midi, tennis, chasse, pétanque, randonnée pédestre.ASL Danse et Gymnastique

### Écologie et recyclage
La collecte et le traitement des déchets des ménages et des déchets assimilés ainsi que la protection et la mise en valeur de l'environnement se font dans le cadre de la communauté de communes des Coteaux de Cadours.
Une déchetterie est présente sur la commune.

## Économie

### Revenus
En 2018  (données Insee publiées en septembre 2021), la commune compte 453 ménages fiscaux, regroupant 1 050 personnes. La médiane du revenu disponible par unité de consommation est de 21 220 € (23 140 € dans le département).

### Emploi
|                | 2008  | 2013  | 2018  |
| -------------- | ----- | ----- | ----- |
| Commune        | 7,6 % | 6,1 % | 8,5 % |
| Département    | 7,7 % | 9,6 % | 9,3 % |
| France entière | 8,3 % | 10 %  | 10 %  |

En 2018, la population âgée de 15 à 64 ans s'élève à 603 personnes, parmi lesquelles on compte 79 % d'actifs (70,5 % ayant un emploi et 8,5 % de chômeurs) et 21 % d'inactifs,. Depuis 2008, le taux de chômage communal (au sens du recensement) des 15-64 ans est inférieur à celui de la France et du département.
La commune fait partie de la couronne de l'aire d'attraction de Toulouse, du fait qu'au moins 15 % des actifs travaillent dans le pôle,. Elle compte 520 emplois en 2018, contre 503 en 2013 et 470 en 2008. Le nombre d'actifs ayant un emploi résidant dans la commune est de 430, soit un indicateur de concentration d'emploi de 120,9 % et un taux d'activité parmi les 15 ans ou plus de 55,8 %.
Sur ces 430 actifs de 15 ans ou plus ayant un emploi, 155 travaillent dans la commune, soit 36 % des habitants. Pour se rendre au travail, 80,3 % des habitants utilisent un véhicule personnel ou de fonction à quatre roues, 1,1 % les transports en commun, 11,5 % s'y rendent en deux-roues, à vélo ou à pied et 7 % n'ont pas besoin de transport (travail au domicile).

### Activités hors agriculture

#### Secteurs d'activités
128 établissements sont implantés  à Cadours au 31 décembre 2019. Le tableau ci-dessous en détaille le nombre par secteur d'activité et compare les ratios avec ceux du département,.
| Secteur d'activité                                                                                        | Commune | Commune | Département |
| Secteur d'activité                                                                                        | Nombre  | %       | %           |
| --- | ------- | ------- | ----------- |
| Ensemble                                                                                                  | 128     | 100 %   | (100 %)     |
| Industrie manufacturière, industries extractives et autres                                                | 5       | 3,9 %   | (5,7 %)     |
| Construction                                                                                              | 12      | 9,4 %   | (12 %)      |
| Commerce de gros et de détail, transports, hébergement et restauration                                    | 37      | 28,9 %  | (25,9 %)    |
| Information et communication                                                                              | 4       | 3,1 %   | (4,1 %)     |
| Activités financières et d'assurance                                                                      | 4       | 3,1 %   | (3,8 %)     |
| Activités immobilières                                                                                    | 4       | 3,1 %   | (4,2 %)     |
| Activités spécialisées, scientifiques et techniques et activités de services administratifs et de soutien | 16      | 12,5 %  | (19,8 %)    |
| Administration publique, enseignement, santé humaine et action sociale                                    | 36      | 28,1 %  | (16,6 %)    |
| Autres activités de services                                                                              | 10      | 7,8 %   | (7,9 %)     |

Le secteur du commerce de gros et de détail, des transports, de l'hébergement et de la restauration est prépondérant sur la commune puisqu'il représente 28,9 % du nombre total d'établissements de la commune (37 sur les 128 entreprises implantées  à Cadours), contre 25,9 % au niveau départemental.

#### Entreprises et commerces
Les cinq entreprises ayant leur siège social sur le territoire communal qui génèrent le plus de chiffre d'affaires en 2020 sont : 
- Gabrielle, construction de réseaux électriques et de télécommunications (6 843 k€)
- Yohanes Distribution, supermarchés (6 510 k€)
- Aston Technologies, commerce de gros (commerce interentreprises) de composants et d'équipements électroniques et de télécommunication (5 566 k€)
- SARL Pharmacie De Cadours, commerce de détail de produits pharmaceutiques en magasin spécialisé (2 342 k€)
- Les 3 Cuissons, boulangerie et boulangerie-pâtisserie (197 k€)

L'agriculture basée sur la culture de céréales (maïs, blé…)  et de l'ail violet de Cadours y tient une place très importante. L'artisanat ainsi que le commerce y sont bien représentés.

### Agriculture
La commune est dans les « Coteaux du Gers », une petite région agricole occupant une partie nord-ouest du département de la Haute-Garonne, caractérisée par une succession de coteaux peu accidentés, les surfaces cultivées étant entièrement dévolues aux grandes cultures. En 2020, l'orientation technico-économique de l'agriculture  sur la commune est la culture de céréales et/ou d'oléoprotéagineuses.
|               | 1988 | 2000 | 2010 | 2020 |
| ------------- | ---- | ---- | ---- | ---- |
| Exploitations | 29   | 20   | 15   | 13   |
| SAU (ha)      | 822  | 690  | 699  | 979  |

Le nombre d'exploitations agricoles en activité et ayant leur siège dans la commune est passé de 29 lors du recensement agricole de 1988  à 20 en 2000 puis à 15 en 2010 et enfin à 13 en 2020, soit une baisse de 55 % en 32 ans. Le même mouvement est observé à l'échelle du département qui a perdu pendant cette période 57 % de ses exploitations,. La surface agricole utilisée sur la commune a quant à elle augmenté, passant de 822 ha en 1988 à 979 ha en 2020. Parallèlement la surface agricole utilisée moyenne par exploitation a augmenté, passant de 28 à 75 ha.

## Culture locale et patrimoine

### Lieux et monuments
- La place centrale des halles. La halle de Cadours bâtie dans le 2 quart du XIXe siècle par l'architecte Antoine Cambon est inscrite depuis 2004 aux monuments historiques[45].
- La place du marché à l'ail.
- L'église de la Nativité-de-la-Sainte-Vierge.
- La chapelle Saint-Hilaire, au cimetière.
- Le monument aux morts.

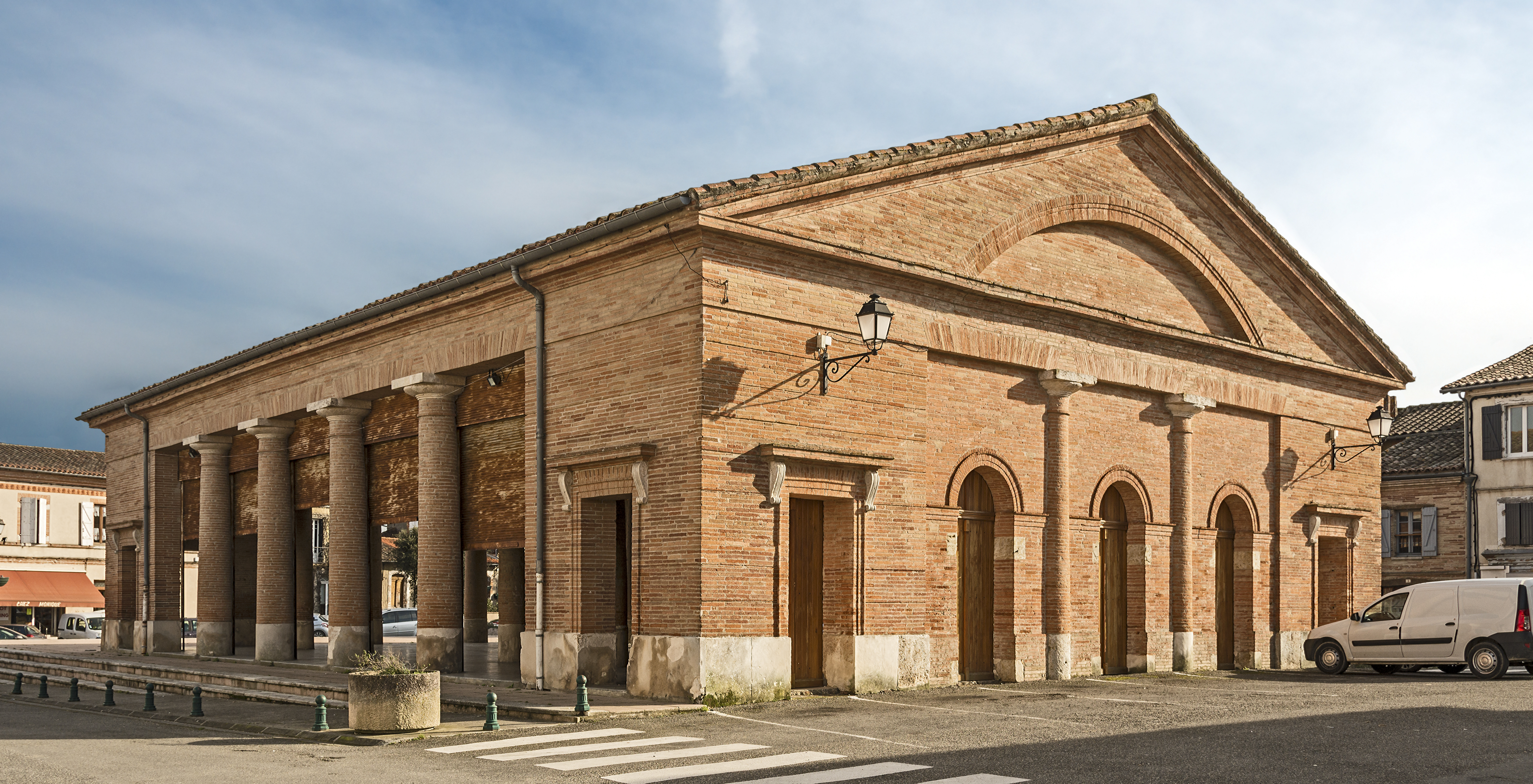
La halle.
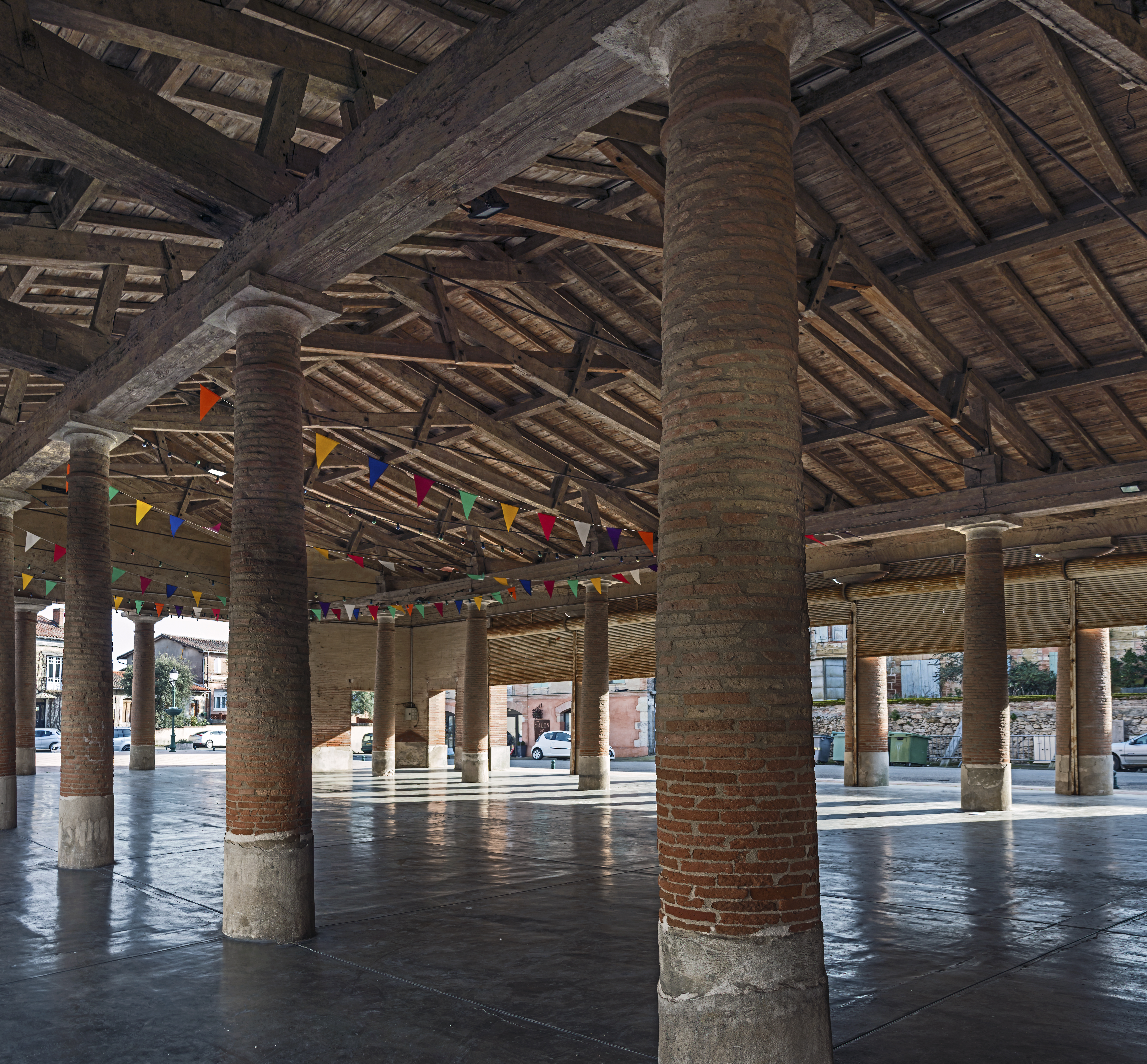
L'intérieur de la hall et la charpente.
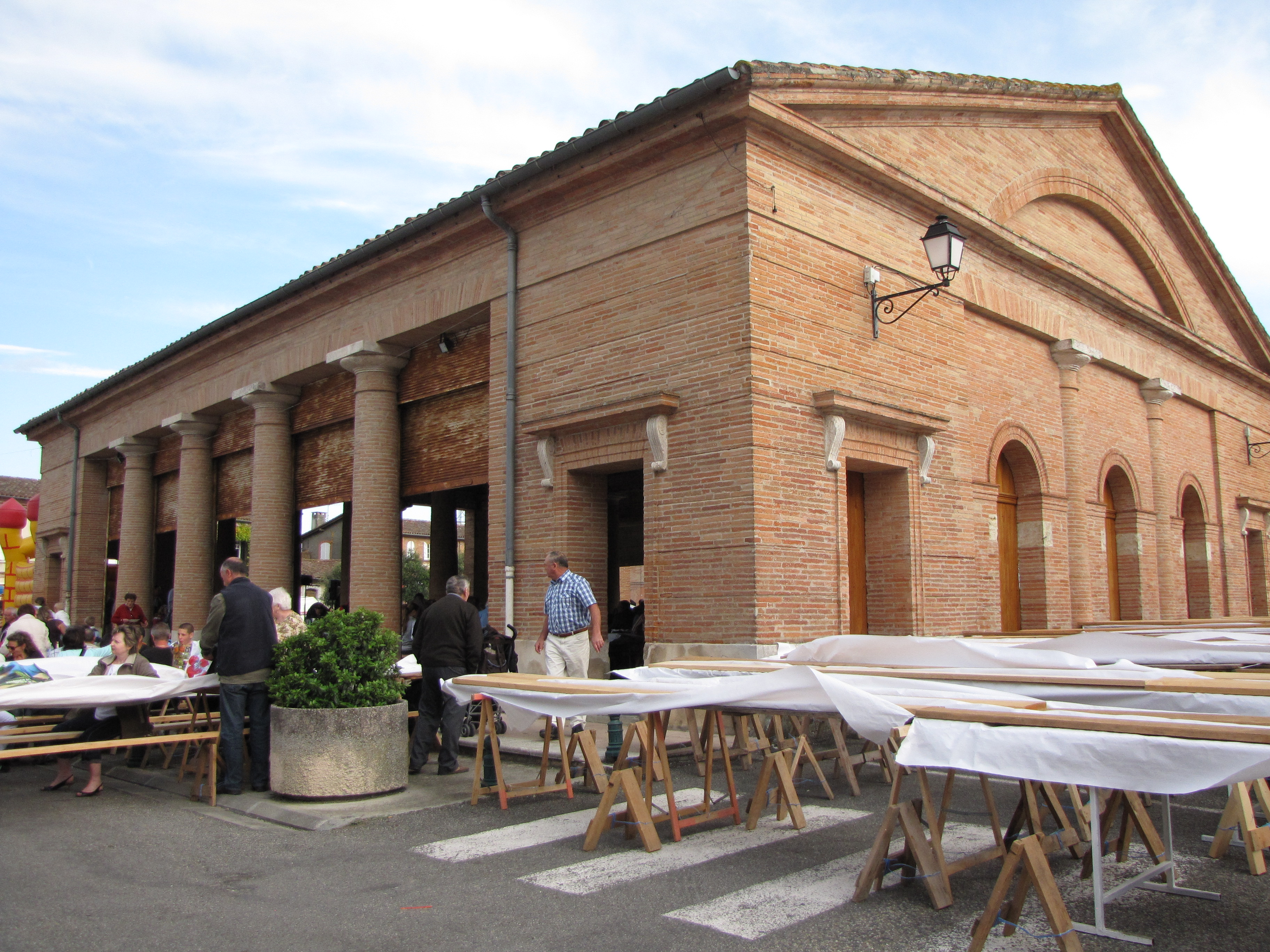
Préparatif avant la fête de l'ail.
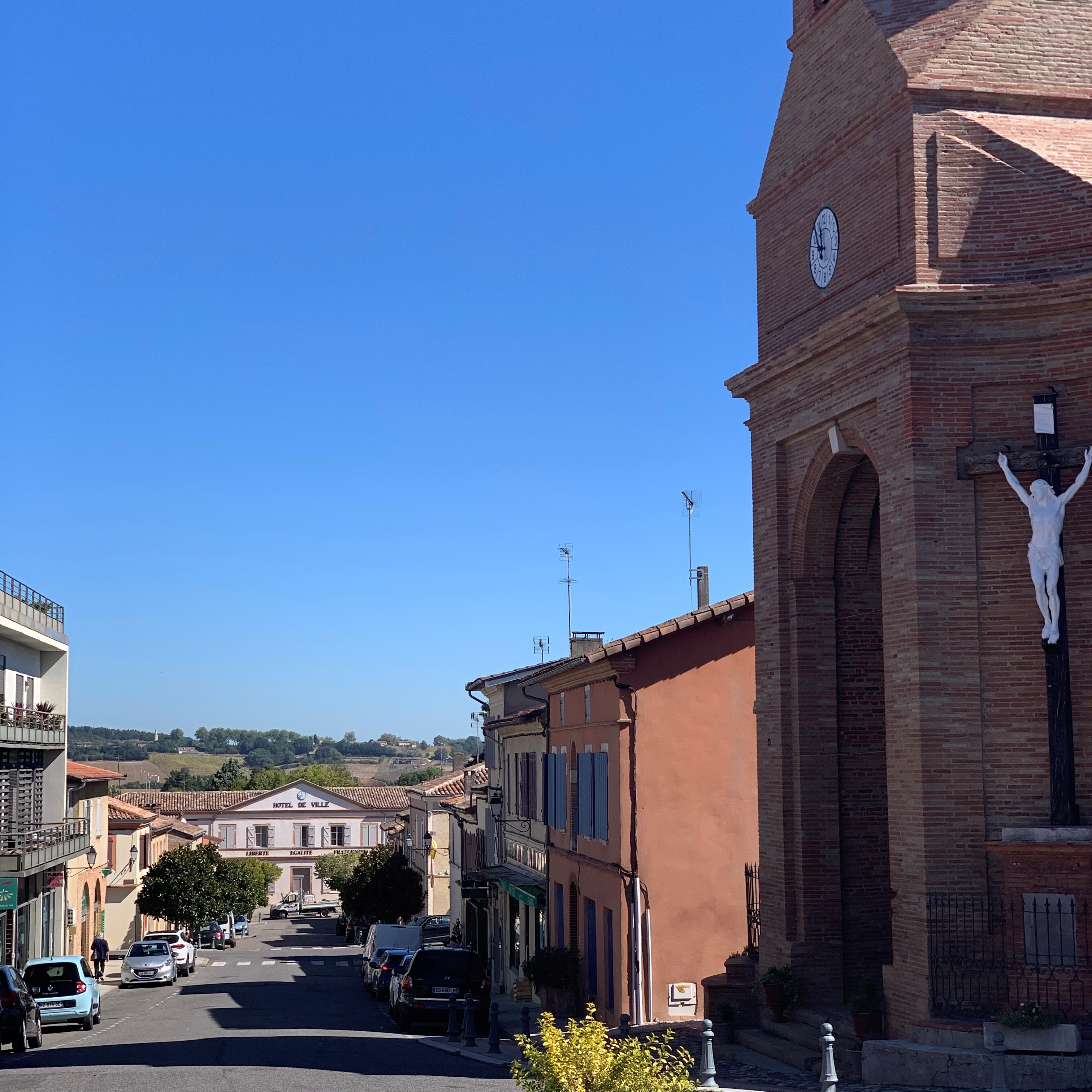
L'hôtel de ville vu depuis le parvis de la halle.
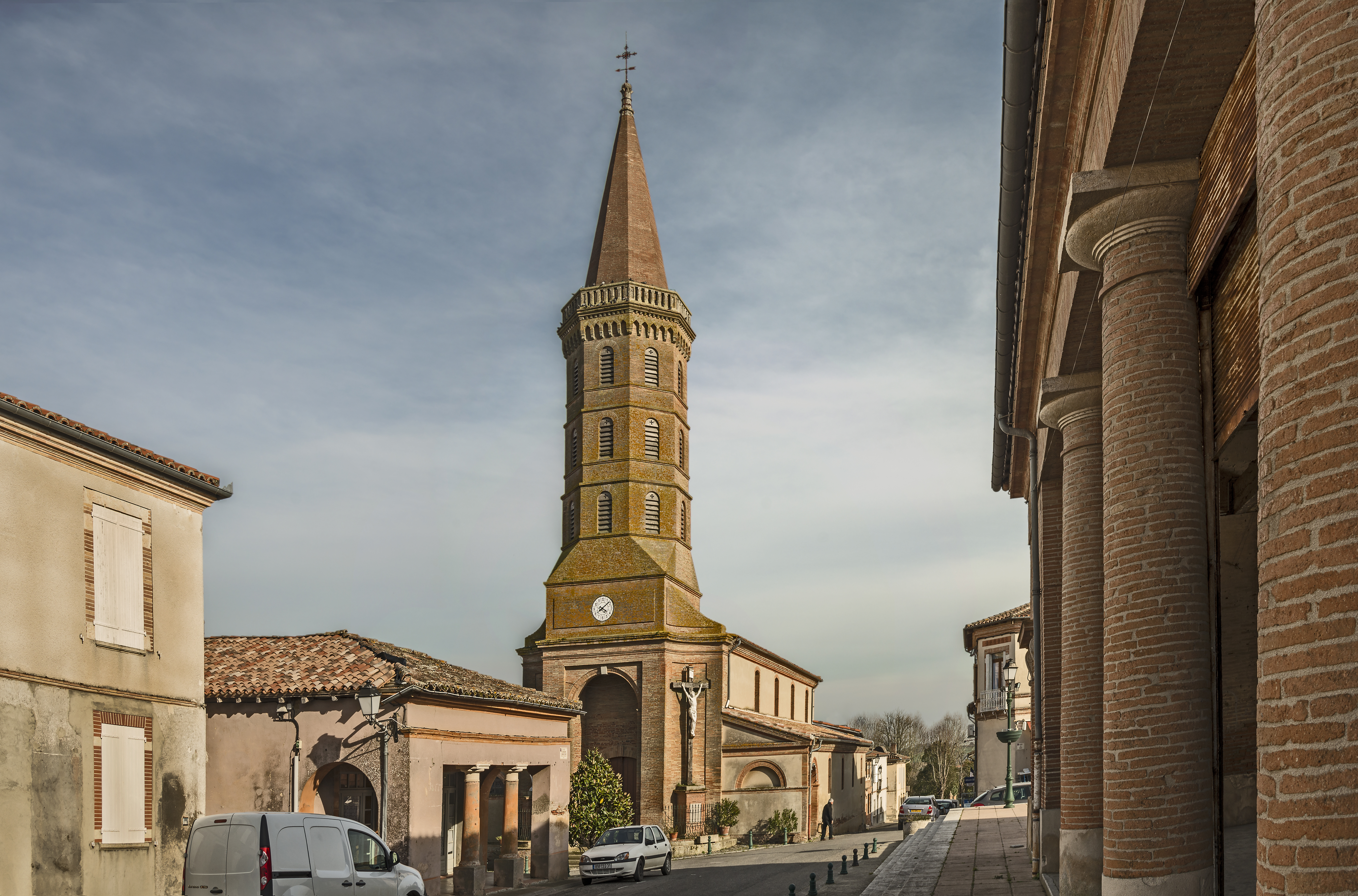
L'église de la Nativité-de-la-Sainte-Vierge.
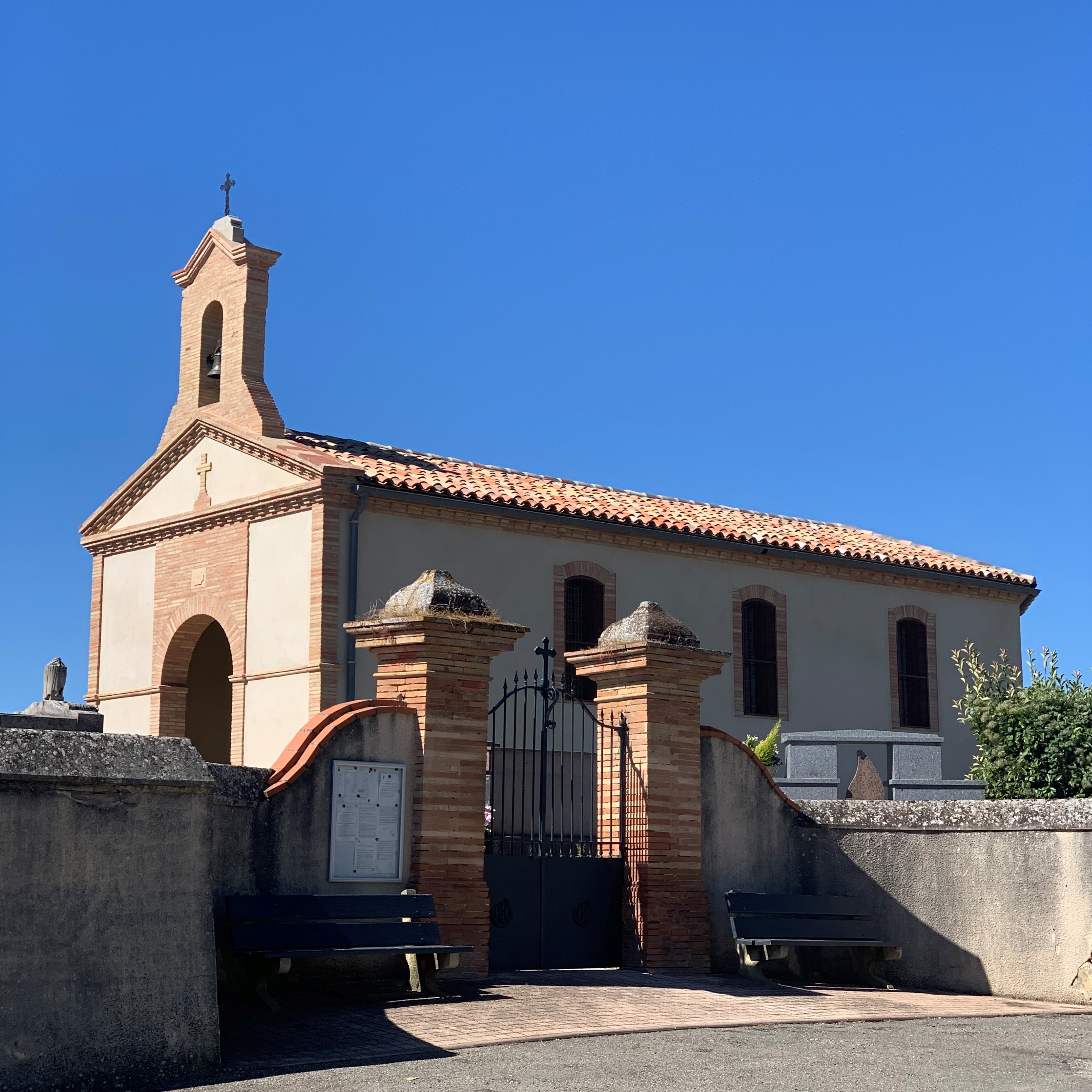
La chapelle Saint-Hilaire.
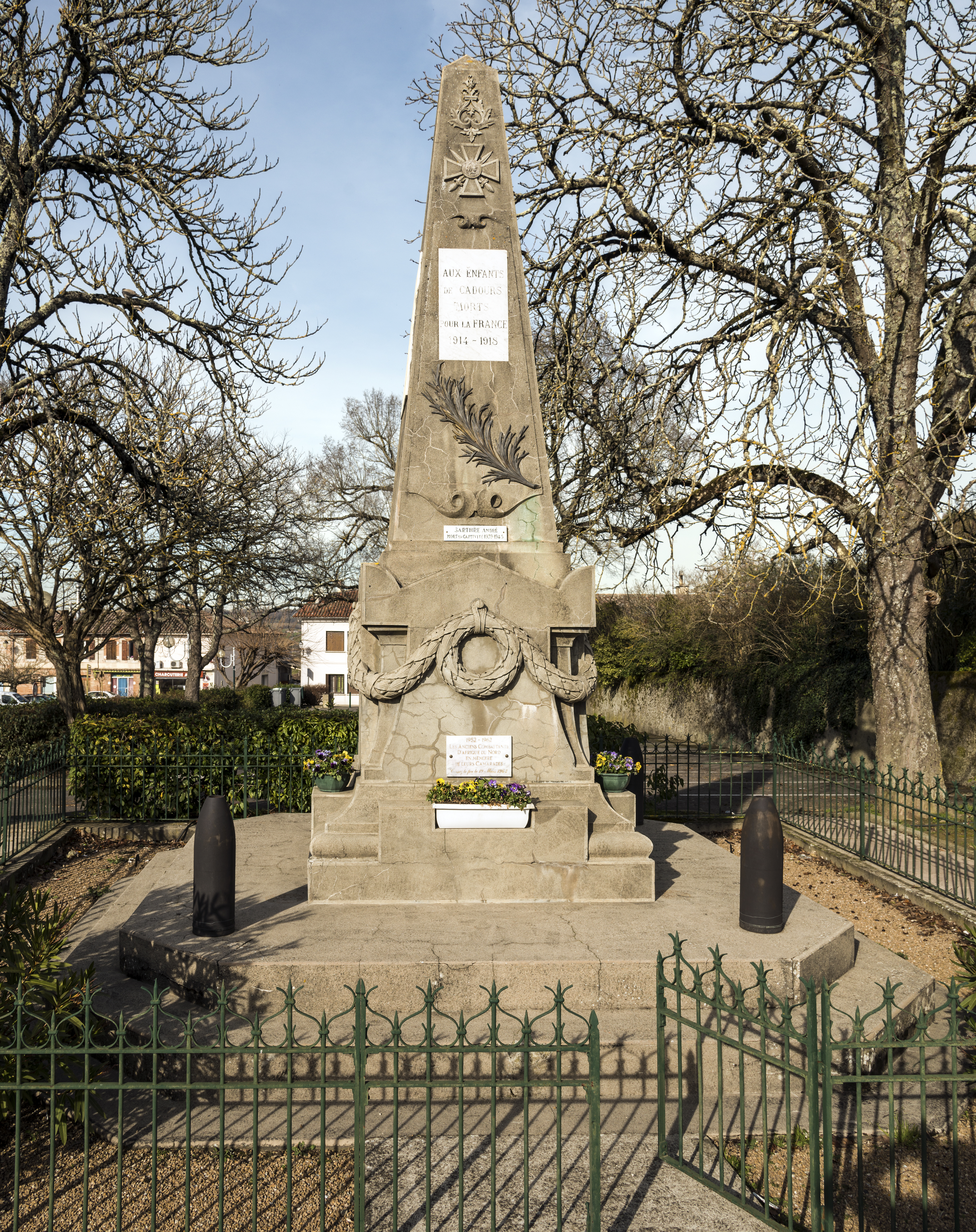
Le monument aux morts.

### Personnalités liées à la commune
- Raymond Sommer, pilote automobile, mort le 10 septembre 1950 sur le circuit automobile de Cadours-Laréole. Une stèle est érigée à sa mémoire à la sortie de Cadours en direction de Laréole à la croisée des départementales D 29 et D 89. L'avenue principale porte aussi son nom.
- Maurice Trintignant et Juan Manuel Fangio empruntèrent également le parcours et passèrent à Cadours.
- Jean Cruppi, ministre du Commerce et de l'Industrie, conseiller général de Cadours (1897-1928) visita la gare avec son ami Auguste Débans, maire du Grès en 1909.
- Georges Vaur, ses obsèques se sont déroulées le 15 juillet 2010 dans l'église de Cadours.
- Pierre Chaumeil

### Héraldique
| Cadours | Son blasonnement est : Écartelé : au premier de gueules à la rivière d'argent ondée de sinople, au deuxième d'azur au château d'argent, au troisième d'azur aux trois fleurs de lys d'or, au quatrième de gueules à la lettre C capitale d'or. |

## Pour approfondir